# Fausse-bythinelle bretonne
Espèce
Synonymes
- Paludinella armoricana Paladilhe, 1869[1]
- Paludinella curta Paladilhe, 1874[1]

Statut de conservation UICN

 CR B2ab(i,iv) : 
En danger critique
Marstoniopsis armoricana, appelé communément Fausse-bythinelle bretonne est une espèce de mollusques gastéropodes de la famille   des Amnicolidae, endémique du nord-ouest de la France, en Bretagne, dans la rivière de l'Erdre entre les villes de Rennes et Nantes.

## Description
La Fausse-bythinelle bretonne est une espèce qui vit dans les rivières et les chenaux à faible débit.
Dans la publication originale, l'auteur indique que Marstoniopsis armoricana mesure 2,5 mm de long et est d'un diamètre de 1,5 mm.

## Menaces
Cette espèce n'est connue que sur un seul site où elle a été redécouverte en 2005. Les données montrent que la population sur ce site semble avoir disparu. Pour cette raison, l'UICN a classé l'espèce en danger critique d'extinction en 2010.

## Publication originale
- Alcide de Paladilhe, Nouvelles miscellanées malacologiques (œuvre littéraire), Inconnu, Paris, 1869, [lire en ligne].